# Garrey (Rabenstein/Fläming)
Garrey ist ein Ortsteil der Gemeinde Rabenstein/Fläming im Landkreis Potsdam-Mittelmark in Brandenburg.

## Lage
Das Angerdorf mit Kirche und spindelförmigem Anger liegt an der Kreisstraße K 6923. Im Südwesten befindet sich die wüste Feldmark Welsigke. Die A 9 verläuft westlich. 500 Meter entfernt südlich verläuft die Landesgrenze zu Sachsen-Anhalt.

## Geschichte

### 14. und 15. Jahrhundert
Das Dorf Gorey wurde 1388 erstmals urkundlich erwähnt. Zu dieser Zeit besaß die Familie Hennig eine Lehnhufe. Es gehörte vor 1426 bis um 1550/1552 zur Vogtei bzw. Pflege bzw. Amt Rabenstein. Im Jahr 1419/1420 lebte im Ort der Richter, der die Gerichtsbarkeit und fünf Hufen hielt. Die Familie Mattheus besaß ein freies Erbe mit zwei Hufen. Die von Oppen besaßen von vor 1419/1420 bis nach 1591 Hebungen (1419/1420) bzw. zwei Dorfhufen (1506) bzw. Hebungen von drei Höfen (1591). Die Schreibweise des Dorfes änderte sich im Jahr 1455 in Gareii. In einer Statistik aus dem Jahr 1496 wurden zwölf Türkensteuerpflichtige genannt, darunter der Schulze sowie fünf Personen Gesinde.

### 16. Jahrhundert
Eine Statistik aus dem Jahr 1506 führt 12 Einwohner auf, darunter den Richter mit fünf Lehnhufen und Wiesen. Drei Einwohner zinsen vom Erbe, ein Einwohner zinst von den Hufen und hat die wüste Gerichtsbarkeit zu Welsigke mit drei freien Lehnhufen. Ein weiterer Einwohner zinst von den Hufen und hat ¾ Lehen, einer hat zwei freie Lehnhufen, ein anderer zinst vom Erbe und hat eine freie Hufe von den von Seelen zum Lehen. Diese erscheint nicht mehr im Erbbuch von 1591 und ging eventuell an die Familie Hennig. Ein Einwohner leistet Handdienste, ein Einwohner hat zwei freie Lehnhufen und zinst dem Pfarrer von einer Hufe. Ein anderer Einwohner zinst vom Erbe, hat zwei freie Lehnhufen zu Wüsten Welsigke und zwei Dorfhufen von den von Oppen zum Lehen. Der verbliebene Einwohner hat eine wüste Welsigker Hufe zum Lehen. Im Jahr 1530 leben im Dorf 14 Hufner und ein Kossät. Der Pfarrer besaß eine Hufe, die 6 Scheffel Roggen und 6 Scheffel Hafer ab. Der Küster erhielt 16 Scheffel Roggen und 8 Brote. In einer Statistik aus dem Jahr 1542 erschienen: der Lehnschulze mit Haus, Hof und sechs Hufen, ein Bewohner mit Haus, Hof und sechs Hufen, ein Bewohner mit Haus, Hof und fünf Hufen, ein Lehngut mit Haus, Hof und vier Hufen, zwei Bewohner mit Haus, Hof und je vier Hufen, vier Bewohner mit Haus, Hof und je drei Hufen, ein Bewohner mit Haus, Hof und zwei Hufen, ein Bewohner mit Haus, Hof und einer wüsten Hufe, ein Bewohner mit Haus, Hof und Garten, ein Bewohner mit Haus und Hof, der Hirte mit drei Kühen, 80 Schafen, 42 Lämmern, zwei Schweinen. Außerdem lebten im Dorf zwei Knechte und zwei Mägde. Die Bewohner bewirtschafteten 13 ¾ Morgen (Mg) Wiese. In den Jahren 1550/1552 übernahm das Amt Belzig-Rabenstein bis 1872 den Ort mit Ober- und Untergericht (1506). Eine Statistik aus dem Jahr 1565 berichtete von einem Lehnschulzen, einem Lehngut, einem gut mit zwei Gärten oder Hufen, zehn Häusern und Höfen, einem Kossätenhof sowie einem Hirten mit zwei Kühen und 52 Schafen. Die Gemarkung war 24 Dorfhufen groß; hinzu kamen neun wüste Welsigker Hufen sowie 16 Mg 1 ½ Viertel Wiese. Im Jahr 1575 hatte der Pfarrer die zweite Hufe vermietet. Sein Getreidezehnt war in Rädigke enthalten. Der Küster erhielt 16 Scheffel Korn und 28 Brote. Die Kirche besaß Gottesland und Hebungen von einem Kossätenhof. Eine Statistik aus dem Jahr 1591 berichtete aus Garey. Es gab 14 besessene Mann (darunter zwei Gärtner): den Richter mit fünf Dorfhufen und einer wüsten Welsigker Hufe, vier Dreierbhufner, fünf Zweidorfhufner, einem Zweierbdorfhufner, ein Zweilehnhufner, ein Eindorfhufner sowie einen Häusler mit Garten. Die Gemarkung umfasste 45 Hufen: 32 Dorfhufen und 13 wüste Welsigker Hufen. Es gab 17 ¾ Mg Wiese: 1 Mg vor Jeserig, 2 Mg vor Lütte, 8 ¾ Mg vor Linthe, 5 Mg vor Trebitz und 1 Mg vor Brück.

### 17. Jahrhundert
Das Dorf wurde im Dreißigjährigen Krieg vollständig verwüstet und war 1640 „öde und wüst“. Im Jahr 1661 wurde von einem Hufner mit zwei freien Hufen und einer wüsten Welsigker Hufe berichtet. Er nutzte außerdem die fünf freien Hufen des Schulzengutes. Alle anderen Höfe lagen nach wie vor wüst. Im Jahr 1676 gab es drei Anspänner oder Hufner, drei Halbhufner und Kossäten sowie 12 Erbhufner und zwei wüste Hufen. Im Jahr 1682 lebte im Dorf der Schulze mit fünf freien Hufen und einer Wüsten Welsigker Hufe. Es gab weiterhin vier Dreidorfhufner, sechs Zweidorfhufner, zwei Kossäten mit je einem Garten sowie einen Hirten.

### 18. Jahrhundert
Im Jahr 1701 lebten im Dorf zwölf Hufner, zwei Kossäten und der Hirte. Eine Statistik von 1718 führte auf: zwölf Hufner, einen Kossäten sowie 43 Hufen einschließlich 12 wüsten Markhufen, auf denen 222 Dresdner Scheffel Aussaat ausgebracht wurden: 6 Scheffel auf die Dorfhufen sowie 3 Scheffel auf die wüsten Hufen. Im Jahr 1743 gab es einen Fünfhufner (den Schulzen), vier Dreihufner und sieben Zweihufner. Davon bewirtschaftete ein Bewohner vier wüste Hufen, einer drei wüste Hufen und ein weiterer zwei wüste Hufen. Der Fünfhufner und zwei Zweihufner bewirtschafteten außerdem je eine wüste Hufe. Eine Statistik von 1777 berichtete von 14 angesessenen Einwohnern: zwölf Hufner, ein Kossät und ein Häusler. Es gab ein Schulhaus und ein Hirtenhaus.

### 19. Jahrhundert
In einer Statistik von 1806 erschienen ein Fünfeinhalbhufner (der Schulze), vier Vierhufner, ein Dreieinhalbhufner, fünf Dreihufner, zwei Zweieinhalbhufner, zwei Zweihhufner, ein Kossät sowie ein Häusler. Sie bewirtschafteten insgesamt 37 Hufen. Im Jahr 1822 waren es zwölf Vollhufner (darunter der Lehnschulze) sowie ein Krüger, ein Kossät, ein alter und ein neuer Häusler (der Schmied) sowie ein Schulmeister, der auch als Schneider tätig war. Im Dorf standen im Jahr 1837 insgesamt 26 Wohnhäuser. Garrey bestand im Jahr 1858 aus dem Dorf mit Abbau Windmühle sowie vier öffentliche, 21 Wohn- und 46 Wirtschaftsgebäude, darunter eine Getreidemühle. Die Gemarkung war 1337 Mg groß: 21 Mg Gehöfte, 22 Mg Gartenland, 1282 Mg Acker, 4 Mg Wiese, 8 Mg Torf. Das Dorf bestand seit 1871 mit dem Wohnplatz Wüstemark Welsigke. Im Jahr 1887 entstanden fünf über 60 Meter tiefe Brunnen, mit denen die Wasserversorgung der Gemeinde sichergestellt wurde.

### 20. Jahrhundert
Garrey bestand zur Jahrhundertwende aus 29 Häusern auf 840 Hektar (ha). Westlich von Garrey entstand im Jahr 1912 ein Wasserwerk mit einem Pump- und Speichersystem sowie einem Leitungssystem in die Gebäude. Das Dorf wurde 1931 Landgemeinde mit dem Wohnplatz Wüstemark Welsigke, in der insgesamt 31 Wohnhäuser mit 36 Haushaltungen standen. Im Dorf gab es im Jahr 1939 einen land- und forstwirtschaftlichen Betrieb mit über 100 ha. Elf Betriebe waren zwischen 20 und 100 ha groß, 15 zwischen 10 und 20 ha, zwei zwischen 5 und 10 ha sowie weitere zwei zwischen 0,5 und 5 ha.
Nach dem Zweiten Weltkrieg wurden im Rahmen der Bodenreform 101,35 ha enteignet: 54,5 ha Acker, 2 ha Wiese, 40,5 ha Wald sowie 4,35 ha sonstige Fläche. Davon gingen 83,5 ha an neun Umsiedler und die restliche Fläche an die Gemeinde. Im Jahr 1957 bestand Garrey mit dem Wohnplatz Wüstemark. Im Folgejahr gründete sich eine LPG Typ I mit 13 Mitgliedern und 51 ha Fläche, die 1960 an die LPG Typ III Zixdorf angeschlossen wurde. Außerdem gab es eine zweite LPG Typ I mit sechs Mitgliedern und 38 ha Fläche, die 1959 an die erste LPG angeschlossen wurde. Die Landgemeinde Zixdorf kam 1957 zu Garrey. Im Jahr 1960 bestanden zwei LPG Typ I mit 29 Mitgliedern und 171 ha Fläche, die sich danach zusammenschlossen und 1966 zur LPG Typ III Garrey-Zixdorf fusionierten. Ab 1970 war Zixdorf ein Ortsteil von Garrey. Ab ca. 1973 erfolgte die Wasserversorgung des Dorfes über Zixdorf. Das ehemalige Wasserwerk wurde 1978 rekonstruiert und ein Brunnen wieder in Betrieb genommen.

## Bevölkerungsentwicklung
| Jahr      | 1817 | 1837 | 1858 | 1871 | 1885 | 1895 | 1905 | 1925 | 1939 | 1946 | 1964 | 1971 | 1981 |
| Einwohner | 118  | 171  | 181  | 155  | 145  | 145  | 144  | 147  | 166  | 334  | 337  | 337  | 303  |

## Sehenswürdigkeiten

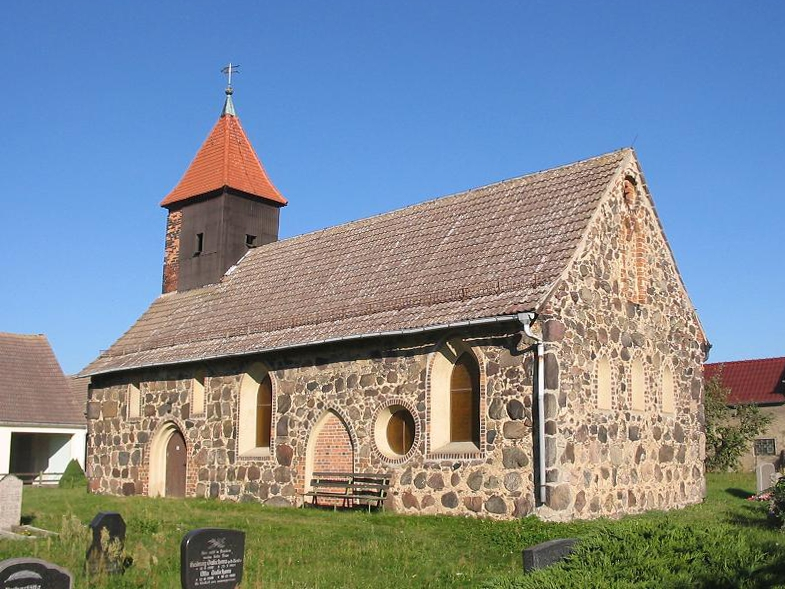
Dorfkirche Garrey

Die evangelische Kirche, eine Feldsteinkirche, ist ein Baudenkmal (siehe Liste der Baudenkmale in Rabenstein/Fläming#Garrey). Sie wurde im 14. Jahrhundert erbaut. Die Balkendecke im Inneren stammt aus dem 19. Jahrhundert.
Eine Stiel-Eiche, eine Sommerlinde und eine Flatter-Ulme sind wegen ihrer Seltenheit, Eigenart und wegen der das Ortsbild prägenden Größe Naturdenkmale (siehe Liste der Naturdenkmale im Amt Niemegk#Garrey).